# Market Lavington
Market Lavington – wieś w Anglii, w hrabstwie Wiltshire. Leży 27 km na północny zachód od miasta Salisbury i 132 km na zachód od Londynu. W 2001 miejscowość liczyła 2257 mieszkańców.